# لورد بورجس
إرفينغ لويس بورجي (بالإنجليزية: Lord Burgess)‏ (28 يوليو 1924  - 29 نوفمبر 2019)، المعروف باسم لورد بورجس، هو موسيقي وكاتب أغاني أمريكي ألف أربعة وثلاثين أغنية لهاري بيلافونتي، بما في ذلك ثمانية من أصل أحد عشر أغنية في ألبوم بيلافونتي الأول كاليبسو (1956)، وهو أول ألبوم يبيع مليون نسخة. كتب بورجس أيضًا كلمات نشيد بربادوس الوطني.

## السيرة
ولد بورجي في بروكلين في نيويورك. كانت والدته من بربادوس وكان والده من فرجينيا. انضم إلى الجيش الأمريكي في الحرب العالمية الثانية وخدم في بورما والصين والهند، وبدأ خلال تلك الفترة العزف على الجيتار والغناء. بعد الحرب، درس في مدرسة جوليارد، والتقى بهاري بيلافونتي في عام 1950. استخدم اسم لورد بورجس، وبدأ الغناء والعزف على الجيتار في أندية مدينة نيويورك، وطور موسيقاه معتمدا على أغاني الكاريبي التي تعلمها في طفولته أو جمعها في زياراتها المتعددة إلى المنطقة.
غنى لورد بورجس في عدة نوادي أهمها نادي فيليج فانغارد للجاز في عام 1954، وأصدر ألبوما موسيقيا لأغاني الكاريبي على علامة ستينسون ريكوردز،  واقترح عليه صديقه الكاتب ويليام أتاواي أن يؤلف أغاني لبيلافونتي. ألف بورجس وأتاواي نسختهم الخاصة عن الأغنية الكاريبية "Banana Boat Song"، والتي سجلتها بيلافونتي لاحقا لصالح آر سي أيه فيكتور. هذا التسجيل هو الأشهر بين المستمعين اليوم، حيث وصل إلى المرتبة الخامسة على قائمة بيلبورد في 1957 وأصبحت هذه أغنيته المميزة. كما ألف بورجس نسخته الخاصة عن أغنية "Jamaica Farewell"، والتي غناها عدة فنانين. من أغانيه الشهيرة أيضا أغنية Island in the Sun والتي غناها بيلافونتي أيضا.
أنشأ بورجس شركته الخاصة للنشر، كان قادرًا على العيش براحة من عوائد أغانيه، وفي عام 1960 قام بتمويل مجلة في هارلم تدعة ذا أوربانيت. ساعد في تمويل نشطاء الحقوق المدنية. وقد كتب موسيقى وكلمات أغاني مسرحية موسيقية تدعى Ballad for Bimshire عام 1963. افتتح المعرض في مسرح مايفير في 15 أكتوبر واستمر لمدة 74 عرضًا. كتب بورجس أيضًا كلمات النشيد الوطني لبربادوس، وهو بعنوان «بكثرة وفي وقت الحاجة».
لم يغني بورجس بعد نجاحه المبدئي إلا نادرا، كما أصدر ألبومات قليلة خلال مسيرته، وكان آخرها ألبوم The Father Of Modern Calypso عام 2003 على علامة فالي إنترتينمنت. أدخل في قاعة مشاهير كتاب الأغاني في عام 2007.
توفي بورجس في 29 نوفمبر 2019 عن عمر يناهز 95، وذلك بسبب قصور القلب في منزله في كوينز. أعلنت ميا موتلي، رئيسة وزراء باربادوس، موته في تحتفال عيد الاستقلال في اليوم التالي.

## وصلات خارجية
- لورد بورجس على موقع IMDb (الإنجليزية)
- لورد بورجس على موقع ميوزك برينز (الإنجليزية)
- لورد بورجس على موقع أول ميوزيك (الإنجليزية)
- لورد بورجس على موقع ديسكوغز (الإنجليزية)
- لورد بورجس على موقع ديسكوغز (الإنجليزية)
- لورد بورجس على موقع ديسكوغز (الإنجليزية)